# Liste de jeux Windows (W)
Cette liste de jeux Windows dont le titre commence par la lettre W recense des jeux vidéo sortis sur le système d'exploitation Windows pour PC.
Pour un souci de cohérence, la liste utilise les noms français des jeux, si ce nom existe.
Cette liste est découpée, il est possible de naviguer entre les pages via le sommaire.
- W.I.T.C.H.
- W.L.O. Sekai Renai Kikō
- Wacky Wheels
- Wages of War: The Business of Battle
- Wakeboarding Unleashed featuring Shaun Murray
- Wakfu
- Waking Mars
- Walking Dead, The
- Walking Dead, The: 400 Days
- Walking Dead, The : Saison 2
- Walking Dead, The: Michonne
- Walking Dead, The: A New Frontier
- Walking Dead, The : L'Ultime Saison
- Walking Dead, The: Saints and Sinners
- Walking Dead, The: Survival Instinct
- WALL-E
- Wall Street Trader '99
- Wall Street Trader 2000
- Wall Street Trader 2001
- Wall Street Tycoon
- Wallace et Gromit : Le Projet zoo
- Walt Disney World Quest: Magical Racing Tour
- Wanderer, The: Frankenstein's Creature
- Wanted : Les Armes du destin
- Wanted Corp.
- Wanted Guns
- War! Age of Imperialism
- War and Peace: 1796–1815
- War Commander
- War Diary
- War Front: Turning Point
- War Gods
- War Hospital
- War Leaders: Clash of Nations
- War of the Roses
- War of the Vikings
- War on Terror
- War Rock
- War Thunder
- War Times: European Frontline
- War Wind
- War Wind II: Human Onslaught
- War World: Tactical Combat
- Warblade
- WarBreeds
- Ward, The
- Wardrobe, The
- Warcraft II: Tides of Darkness
  - Warcraft II: Beyond the Dark Portal
- Warcraft III: Reign of Chaos
  - Warcraft III: The Frozen Throne
- Warcraft III: Reforged
- Warface
- Warfare
- Warframe
- Wargame: European Escalation
  - Wargame: AirLand Battle
  - Wargame: Red Dragon
- Wargames
- Wargasm
- Wargroove
- Warhammer Age of Sigmar: Storm Ground
- Warhammer: Arcane Magic
- Warhammer: Chaosbane
- Warhammer : Dans l'ombre du rat cornu
- Warhammer: Dark Omen
- Warhammer: Mark of Chaos
  - Warhammer: Mark of Chaos - Battle March
- Warhammer Online: Age of Reckoning
- Warhammer Quest
- Warhammer: End Times - Vermintide
- Warhammer: Vermintide 2
- Warhammer 40,000: Armageddon
- Warhammer 40,000: Chaos Gate
- Warhammer 40,000: Darktide
- Warhammer 40,000: Dawn of War
  - Warhammer 40,000: Dawn of War - Winter Assault
  - Warhammer 40,000: Dawn of War - Dark Crusade
  - Warhammer 40,000: Dawn of War - Soulstorm
- Warhammer 40,000: Dawn of War II
  - Warhammer 40,000: Dawn of War II - Chaos Rising
  - Warhammer 40,000: Dawn of War II - Retribution
- Warhammer 40,000: Dawn of War III
- Warhammer 40,000: Deathwatch
- Warhammer 40,000: Eternal Crusade
- Warhammer 40,000: Fire Warrior
- Warhammer 40,000: Inquisitor - Martyr
- Warhammer 40,000: Kill Team
- Warhammer 40,000: Mechanicus
- Warhammer 40,000: Regicide
- Warhammer 40,000: Rites of War
- Warhammer 40,000: Space Marine
- Warhammer 40,000: Space Wolf
- Warhammer 40,000: Storm of Vengeance
- Warlock: Master of the Arcane
- Warlock II: The Exiled
- Warlock's Tower
- Warlords Battlecry
- Warlords Battlecry II
- Warlords Battlecry III
- Warlords III: Reign of Heroes
- Warlords IV: Heroes of Etheria
- Warm Up!
- Warmonger: Operation Downtown Destruction
- Warning Forever
- Warp
- Warparty
- WarPath
- Warrior Kings
- Warrior Kings: Battles
- Warriors, The: Street Brawl
- Warriors All-Stars
- Warriors Orochi
- Warsaw
- Warsow
- Warspear Online
- Wartorn
- Warzone 2100
- Wasteland
- Wasteland 2
- Wasteland 3
- Wasteland Angel
- Watch Dogs
- Watch Dogs 2
- Watch Dogs: Legion
- Watchmaker, The
- Watchmen: The End Is Nigh
- Waterloo: Napoleon's Last Battle
- Waterworld (1997)
- Wattam
- Waven
- Way of the Samurai 3
- Way of the Samurai 4
- Waylanders, The
- Wayward Manor
- WCW Nitro
- We Happy Few
- We Were Here Too
- We. The Revolution
- Wedding Dash
- Weedcraft Inc.
- Weird War
- Weird West
- Werewolf: The Apocalypse - Earthblood
- Werewolves Within
- West Law
- West of Dead
- West of Loathing
- Westerado: Double Barreled
- Western Commandos : La Revanche de Cooper
- Western Desperado
- Westerner, The
- Westport Independent, The
- Wet Attack: The Empire Cums Back
- Wetrix
- What Remains of Edith Finch
- What the Golf
- Wheel of Fortune (1994)
- Wheel of Fortune (1998)
- Wheel of Fortune 2
- Wheel of Fortune Deluxe (2005)
- Wheel of Fortune Super Deluxe
- Wheel of Fortune: Deluxe Edition (1994)
- Wheel of Fortune: Featuring Vanna White
- Wheelman
- When Ski Lifts Go Wrong
- Where Is My Heart?
- Where the Water Tastes Like Wine
- White Album
- White Album 2
- White Door, The
- White Gold: War in Paradise
- Whiteout
- Who Killed Sam Rupert?
- Who Wants to Beat Up a Millionaire?
- Widelands
- Wik and the Fable of Souls
- Wild Eight, The
- Wild Metal Country
- Wild Wild West: The Steel Assassin
- Wildlife Park
- Wildlife Park 2
- Wildlife Park 3
- WildStar
- Will of Steel
- Will Rock
- Williams Arcade Classics
- WinBrick
- Wind -a breath of heart-
- Windjammers 2
- Windosill
- Wing Commander
- Wing Commander II: Vengeance of the Kilrathi
- Wing Commander III : Cœur de tigre
- Wing Commander IV : Le Prix de la liberté
- Wing Commander: Prophecy
- Wing Commander Academy
- Wing Commander: Armada
- Wing Commander: Privateer
- Wings of War
- Wings over Vietnam
- Wings over Europe: Cold War Soviet Invasion
- Winnie l'ourson : La Chasse au miel de Tigrou
- Winnie l'ourson : C'est la récré !
- Winning Eleven Online
- Winning Post 7: Maximum 2008
- Winning Post World 8
- Winter Challenge (2006)
- Winter Sports
- Winter Sports 2008: The Ultimate Challenge
- Winter Sports 2009: The Next Challenge
- Winter Sports 2011: Go for Gold
- Winter Sports 2012: Feel the Spirit
- Winx Club
- Wipeout 2097
- Witcher, The
- Witcher 2, The: Assassins of Kings
- Witcher 3, The: Wild Hunt
  - The Witcher 3: Wild Hunt – Hearts of Stone
  - The Witcher 3: Wild Hunt – Blood and Wine
- Witcher Adventure Game, The
- Witchfire
- With Authority!
- Within a Deep Forest
- Witness, The
- Wizard of Legend
- Wizard101
- Wizardry: Llylgamyn Saga
- Wizardry VII: Crusaders of the Dark Savant
- Wizardry 8
- Wizardry Online
- Wizards and Warriors
- Wizorb
- Woah Dave!
- Wolcen: Lords of Mayhem
- Wolf Among Us, The
- Wolf Among Us 2, The
- Wolfenstein
- Wolfenstein: Enemy Territory
- Wolfenstein: The New Order
- Wolfenstein: The Old Blood
- Wolfenstein II: The New Colossus
- Wolfenstein: Youngblood
- Wolfenstein: Cyberpilot
- WolfQuest
- Wonder Boy III: Monster Lair
- Wonder Boy: The Dragon's Trap
- Wonderful 101, The
- Woodruff et le Schnibble d'Azimuth
- Woody Woodpecker : À l'assaut du parc Buzz Buzzard !
- Woody Woodpecker Racing
- Woolfe: The Red Hood Diaries
- WordZap
- World Basketball Manager
- World Championship Rugby
- World Championship Snooker
- World Championship Snooker 2003
- World Championship Snooker 2004
- World Championship Poker 2
- World Championship Pool 2004
- World Football 98
- World in Conflict
  - World in Conflict: Soviet Assault
- World of Aden: Thunderscape
- World of Cars Online, The
- World of Chaos
- World of Final Fantasy
- World of Goo
- World of Guns: Gun Disassembly
- World of Horror
- World of Outlaws: Sprint Cars 2002
- World of Padman
- World of Speed
- World of Tanks
- World of Warcraft
  - World of Warcraft: The Burning Crusade
  - World of Warcraft: Wrath of the Lich King
  - World of Warcraft: Cataclysm
  - World of Warcraft: Mists of Pandaria
  - World of Warcraft: Warlords of Draenor
  - World of Warcraft: Legion
  - World of Warcraft: Battle for Azeroth
  - World of Warcraft: Shadowlands
- World of Warcraft Classic
- World of Warplanes
- World of Warships
- World of Zoo
- World League Soccer '98
- World League Soccer '99
- World Racing
- World Racing 2
- World Series of Poker
- World War II: Frontline Command
- World War II GI
- World War II: Panzer Claws
- World War II: Panzer Claws II
- World War II Combat: Road to Berlin
- World War II Combat: Iwo Jima
- World War II Online: Battleground Europe
- World War 3
- World War III: Black Gold
- World War Z
- Worlds of Ultima: The Savage Empire
- Worlds of Ultima II: Martian Dreams
- WorldShift
- Worms
- Worms 2
- Worms 3D
- Worms 4: Mayhem
- Worms Armageddon
- Worms Blast
- Worms: Clan Wars
- Worms Crazy Golf
- Worms Forts : État de siège
- Worms Reloaded
- Worms: Revolution
- Worms Rumble
- Worms: Ultimate Mayhem
- Worms W.M.D
- Worms World Party
- Wrath: Aeon of Ruin
- Wraith: The Oblivion - Afterlife
- WRC: FIA World Rally Championship
- WRC 2: FIA World Rally Championship
- WRC 3: FIA World Rally Championship
- WRC 4: FIA World Rally Championship
- WRC 5
- WRC 6
- WRC 7
- WRC 8
- WRC 9
- WRC Powerslide
- Wreckfest
- WWE 2K Battlegrounds
- WWE 2K15
- WWE 2K16
- WWE 2K17
- WWE 2K18
- WWE 2K19
- WWE 2K20
- WWE Raw
- Wyatt Earp's Old West

| Sommaire : | Haut - A B C D E F G H I J K L M N O P Q R S T U V W X Y Z 0-9 |